# Oscar Santamaria Muñoz
Oscar Santamaria Muñoz (Burgos, 15 mei 1993) is een Spaans Spaans wielrenner die uitkwam voor Burgos BH-Castilla y León. In 2015 werd hij 29ste op het Spaans nationaal kampioenschap tijdrijden, op 10 minuten en 42 seconden van winnaar Jonathan Castroviejo.